# Alan Vydra
Alan Vydra ist ein tschechischer Regisseur. Er wurde in den 1970er Jahren bekannt. Als das Pornografieverbot in Deutschland fiel, drehte er eine Reihe von Pornofilmen für den Versandhandel von Beate Uhse. In späteren Jahren drehte er hauptsächlich Werbefilme.